# José Antonio Cabrera (político)
José Antonio Cabrera (Córdoba, 28 de noviembre de 1768 - 15 de abril de 1820) fue un abogado y político argentino, miembro del Congreso de Tucumán, que declaró la independencia argentina.

## Biografía
Hijo de María Tomasa Allende y de Nicolás Cabrera, era descendiente del fundador de la ciudad de Córdoba, Jerónimo Luis de Cabrera, y sobrino del Deán Funes. Se recibió de licenciado en jurisprudencia en la Universidad Nacional de Córdoba y fue asesor letrado de los gobernadores del último período virreinal.
Apoyó la Revolución de Mayo y contribuyó a restar apoyo a la contrarrevolución dirigida por Santiago de Liniers, el gobernador Concha y el obispo Orellana, los que serían fusilados en Cabeza de Tigre.
En 1811 era alcalde de primer voto del Cabildo de su ciudad y fue nombrado presidente de la Junta Provincial. Al año siguiente fue procurador del mismo Cabildo. En algún viaje de negocios conoció al caudillo oriental José Artigas, por lo que el gobernador Ocampo lo envió en 1814 a pactar la paz con aquel. Trajo de vuelta un tratado de paz y sus ideas federales.
En 1815, el gobernador nombrado por Buenos Aires fue reemplazado por coronel José Javier Díaz mediante una asamblea de vecinos de Córdoba. Cabrera fue uno de los dirigentes del partido federal, y fue miembro de la primera legislatura provincial. Poco después era nuevamente enviado a entrevistarse con Artigas, como diputado a la Asamblea de los Pueblos Libres reunida por este en su campamento de Arroyo de la China, sobre el Uruguay.
Fue uno de los tres enviados de Artigas a negociar con el nuevo Director Supremo, Ignacio Álvarez Thomas, pero este los hizo arrestar para que no avisaran a los federales que estaba organizando una invasión a Santa Fe. No hubo trato posible.
Regresó a Córdoba, donde fue elegido diputado al Congreso de Tucumán, junto con Miguel Calixto del Corro, Jerónimo Salguero y Eduardo Pérez Bulnes, todos federales. Fue el único de los miembros del Congreso que no votó por Juan Martín de Pueyrredón para Director Supremo. Como prenda de reconocimiento, lo acompañó por unos días a Córdoba, a la reunión que este tuvo con José de San Martín. En esa reunión se resolvió la campaña de San Martín a Chile, y que el Directorio le daría la máxima prioridad.
Regresado a Tucumán, fue uno de los firmantes del Acta de la Independencia, del 9 de julio de 1816.
Decidido el traslado del Congreso a Buenos Aires, Cabrera, Corro y Pérez Bulnes se opusieron, por entender que —una vez en la capital— serían presionados para sancionar una constitución unitaria y probablemente monárquica. Fue acusado de conspiración y debió huir a Córdoba. Los tres rebeldes cordobeses fueron expulsados del Congreso; dos años después ocurrió lo que habían temido, con la constitución de 1819.
En su provincia natal intentó apoyar al grupo federal de Díaz y de Juan Pablo Bulnes, pero este fue rápidamente vencido por el Directorio. Murió en Córdoba en abril de 1820, poco después de la caída del mismo.